# バルトロメオ・アンマナーティ

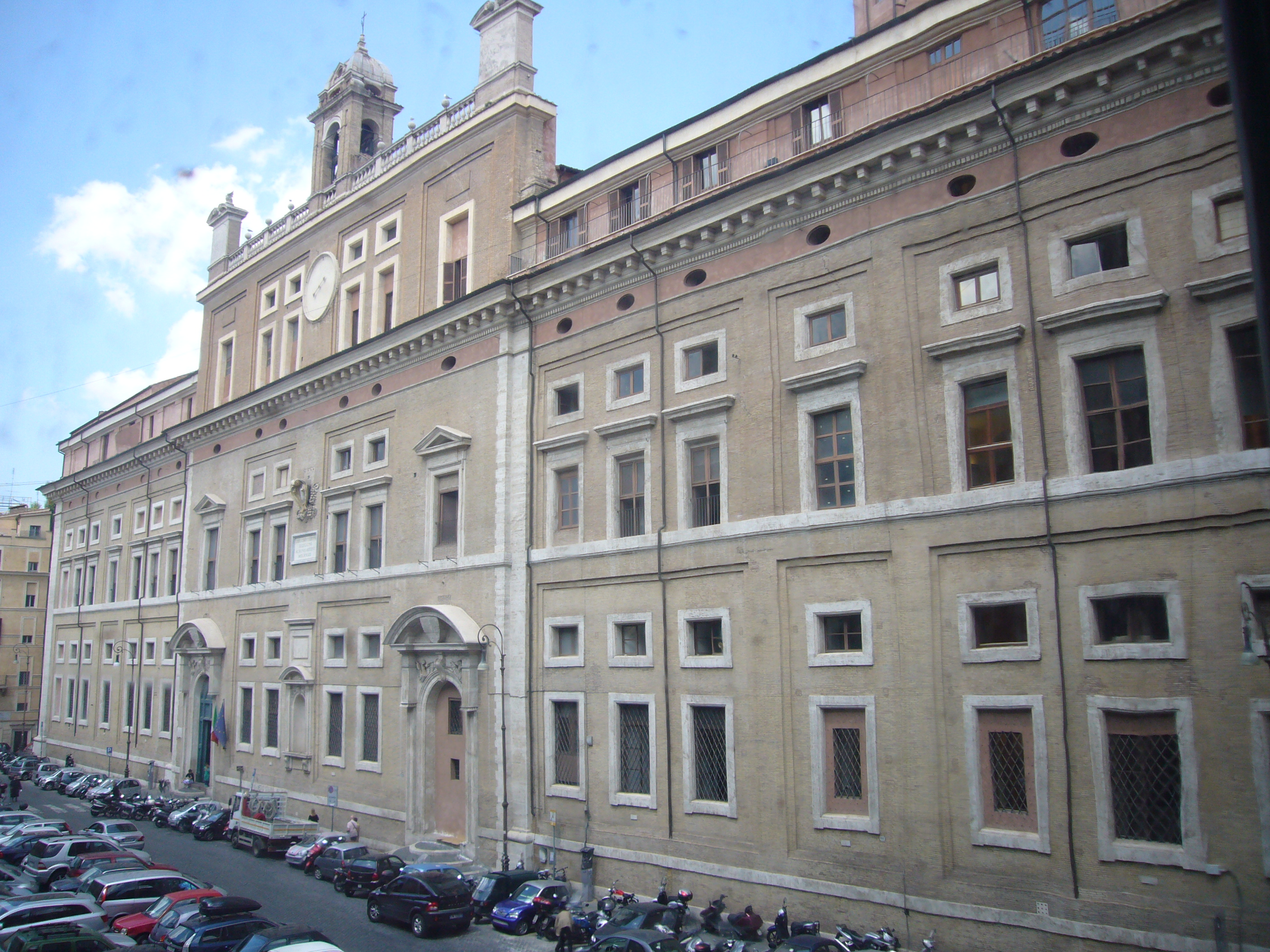
ローマのグレゴリアン大学（1582年 - 1584年）。アンマナーティの後期作品の1つ。

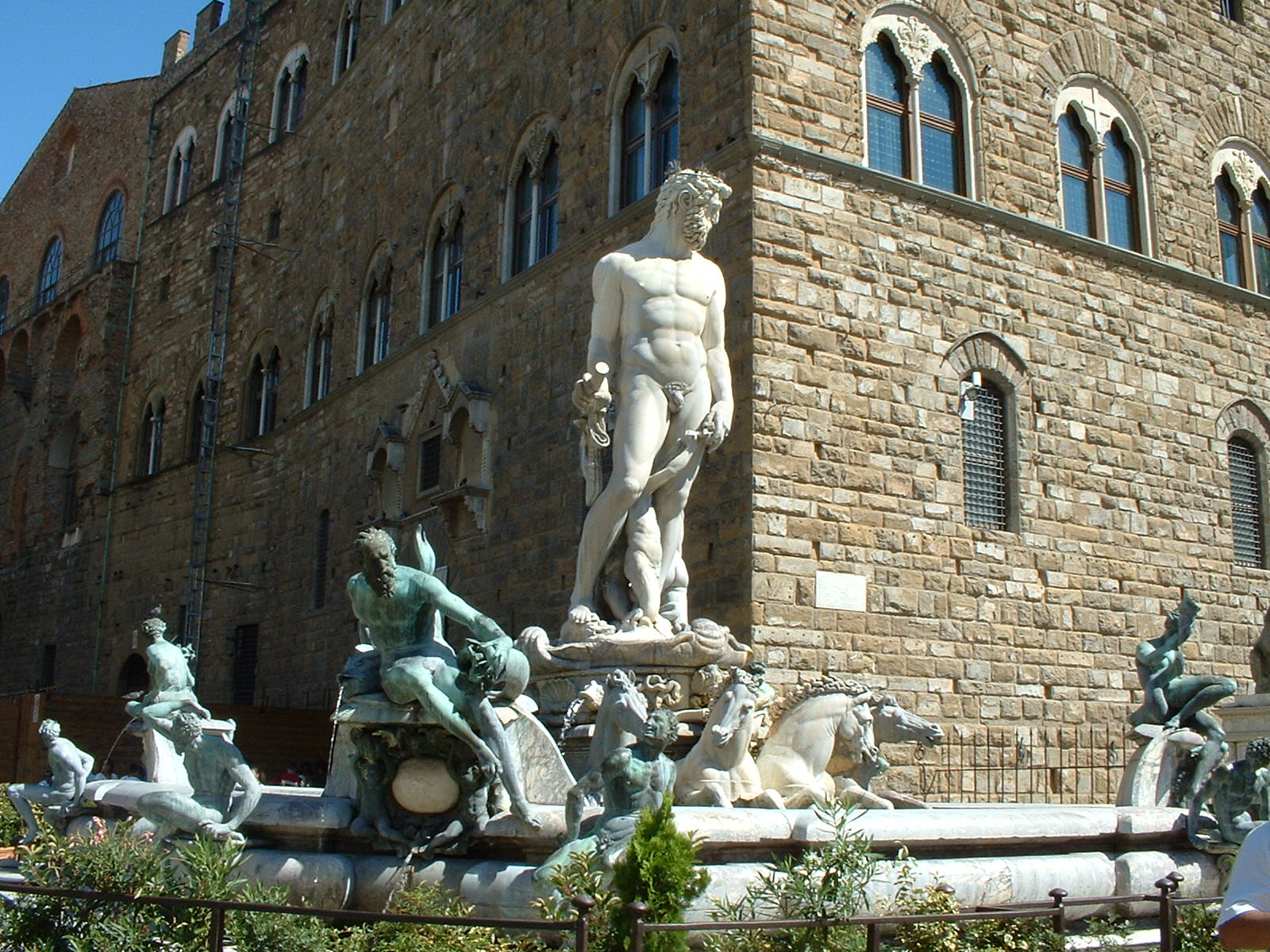
ネプチューンの噴水。

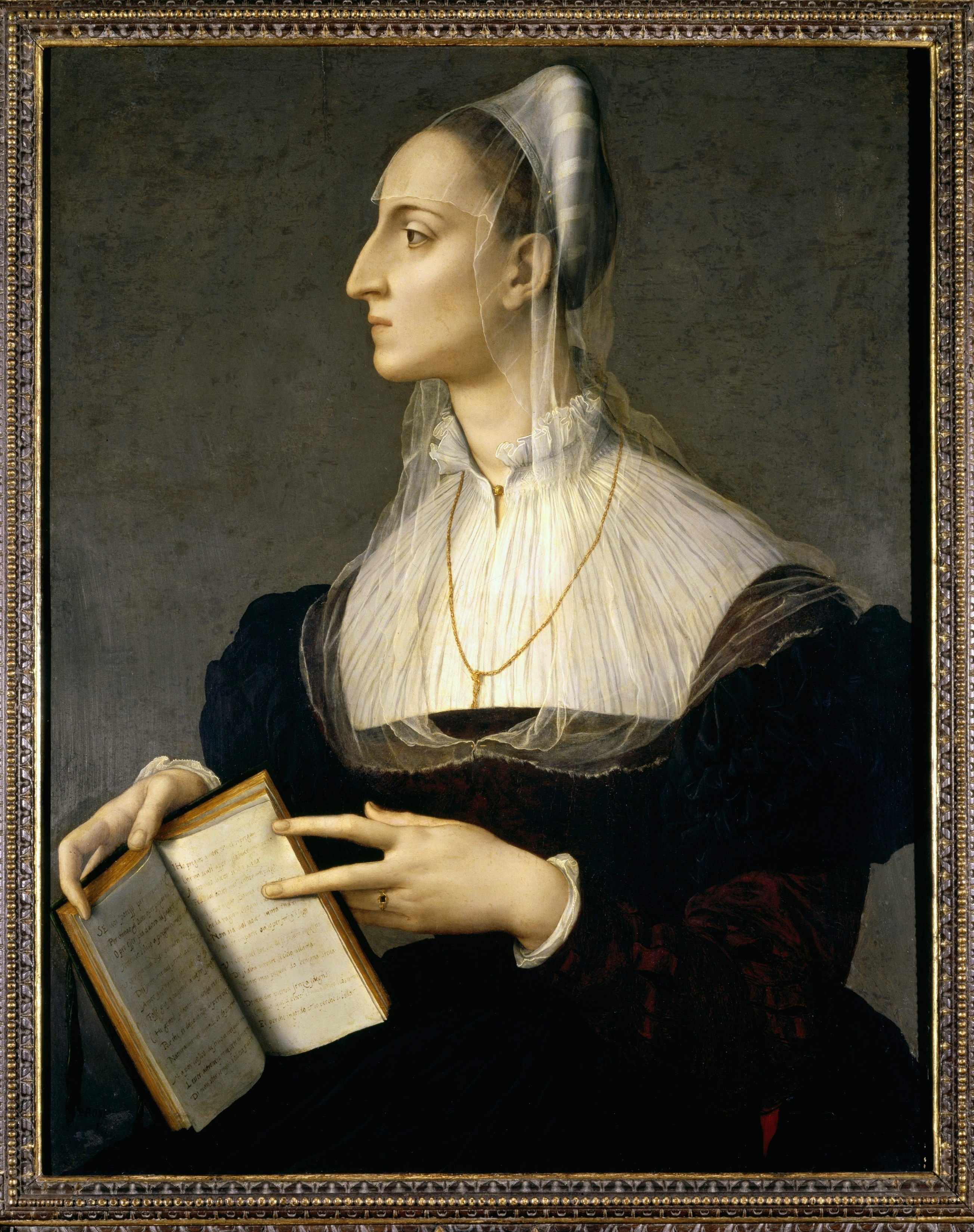
妻の『ラウラ・バッティフェッリの肖像』。アーニョロ・ブロンズィーノ画。ヴェッキオ宮殿所蔵。

バルトロメオ・アンマナーティ（伊: Bartolomeo Ammanati, 1511年6月18日 - 1592年4月13日）はフィレンツェにほど近いセッティニャーノ出身の建築家で彫刻家。バルトロメオ・バンディネッリとヤーコポ・サンソヴィーノ（国立マルチャーナ図書館の建設で助手を務めた）に弟子入りして学び、ミケランジェロの作風に大きな影響を受けている。
彫刻家よりも建築家としての評価が高い。ヴィラ・ジュリア国立博物館の建築物群（ヴィニョーラおよびヴァザーリと共同）などローマで様々な建築物を設計しており、ルッカやフィレンツェでも多くの建築物を設計した。コジモ1世の妻エレオノーラ・ディ・トレドの命で行ったピッティ宮殿の増築（1558年 - 1570年）は、本体部分を設計したフィリッポ・ブルネレスキの作風に似せて設計したもので、アンマナーティの作品の中でも特に評価が高い。
1569年には、アルノ川に架かるサンタ・トリニータ橋を建設しており、こちらも評価が高い。楕円形の3つのアーチで構成される橋で、増水で同じ川に架かる他の橋が流されても、この橋は耐えたという。しかし1944年、第二次世界大戦中に破壊され、1957年に再建された。
また、シニョーリア広場にある大理石とブロンズ製のネプチューンの噴水も代表作の1つである。元々は師匠であるバンディネッリへの依頼だったが、バンディネッリが亡くなったためコンペが行われ、ベンヴェヌート・チェッリーニや Vincenzo Danti など有名な彫刻家を差し置いてアンマナーティが選ばれた。1563年から1565年にかけてバンディネッリが選んでいた大理石の塊を使って作業し、ジャンボローニャらが弟子としてそれに参加した。ネプチューンの顔はコジモ1世に似せて彫刻したという。完成した作品を見たミケランジェロは、美しかった大理石をアンマナーティが台無しにしたと嘲った。アンマナーティはその後10年かけてこの噴水に装飾を加えてマニエリスム風にした。ブロンズ像も後から加えたが、全体として首尾一貫した印象を与えている。この噴水は後世の噴水製作者に影響を与えた。

## 作品
アンマナーティの彫刻作品は他に以下のものがある。
- Victory (1540) - 大理石像、フィレンツェのバルジェロ美術館
- レダと白鳥 - 大理石像、フィレンツェのバルジェロ美術館
- ウェヌス像 (1558–59) - ブロンズ像、スペイン マドリードのプラド美術館
- Parnassus (1563) - 大理石像、フィレンツェのバルジェロ美術館
- Allegory of Winter (1563-65) - 石像、フィレンツェのメディチ家のヴィラ
- Goddess Opi (1572-75) - ブロンズ像、フィレンツェのヴェッキオ宮殿

1550年、詩人の ラウラ・バッティフェッリと結婚。後年、対抗宗教改革の影響を受け、自身がこれまで作ってきた裸像を非難しなければならなくなった。また、財産は全てイエズス会に遺贈した。
1592年、フィレンツェで亡くなった。